# Łuskwiak śliski

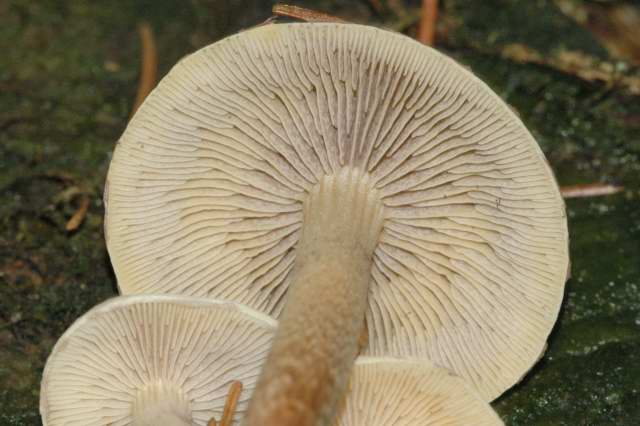

Łuskwiak śliski (Pholiota lubrica (Pers.) Singer) – gatunek grzybów należący do rodziny pierścieniakowatych (Strophariaceae).

## Systematyka i nazewnictwo
Pozycja w klasyfikacji według Index Fungorum: Pholiota, Strophariaceae, Agaricales, Agaricomycetidae, Agaricomycetes, Agaricomycotina, Basidiomycota, Fungi.
Po raz pierwszy takson ten zdiagnozował w 1801 r. Christiaan Hendrik Persoon nadając mu nazwę Agaricus lubricus. Obecną, uznaną przez Index Fungorum nazwę nadał mu w 1951 r. Rolf Singer
Synonimów ma około 20. Niektóre z nich:

- Agaricus lubricus Pers. 1801
- Dryophila lubrica (Pers.) Quél. 1886
- Flammopsis lubrica (Pers.) Fayod 1889
- Flammula lubrica (Pers.) P. Kumm. 1871
- Gymnopilus lubricus (Pers.) S. Imai 1938
- Inocybe lubrica (Pers.) Roze 1876
- Pholiota groenlandica M. Lange 1957
- Pholiota lubrica var. luteifolia A.H. Sm. & Hesler 1968
- Pholiota mixta var. luteifolia (A.H. Sm. & Hesler) M. Bon & P. Roux 2011
- Pholiotina lubrica (Pers.) Singer 1951

Nazwę polską zaproponował Władysław Wojewoda w 2003 r.

## Morfologia
Kapelusz
Średnica 4–8 cm, początkowo półkulisty, potem łukowaty, w końcu płaskowypukły, czasami pofalowany. Brzeg długo podwinięty. Powierzchnia gładka, ciemnopomarańczowa do brązowoczerwonej, u młodych okazów z resztkami osłony na brzegu i białawymi łuseczkami, w czasie wilgotnej pogody śliska.
Blaszki
Przyrośnięte i nieco zbiegające, w młodości kremowe, u starszych owocników o barwie od oliwkowej do tytoniowobrązowej. Ostrza gładkie.
Trzon
Wysokość 5–7 cm, grubość do 1,5 cm, cylindryczny, prosty, początkowo pełny, potem pusty, sprężysty. Powierzchnia powyżej strefy pierścieniowej biaława i nieco włóknista, poniżej strefy początkowo biaława i łuskowata, potem gładka, ku podstawie brązowiejąca.
Miąższ
Żółtobrązowy, cienki o przyjemnym zapachu i gorzkim smaku.
Cechy mikroskopowe
Zarodniki elipsoidalne lub nieco spłaszczone w widoku z boku; jajowate z przodu, cienkościenne, gładkie, 6–7 × 3,5–4,5 μm z małą i niewyraźną porą rostkową.

## Występowanie i siedlisko
Łuskwiak śliski występuje w Ameryce Północnej, Środkowej i Południowej, Europie i Azji. W piśmiennictwie naukowym na terenie Polski podano liczne stanowiska. Nowsze stanowiska podaje internetowy atlas grzybów. Jest w nim zaliczony do gatunków chronionych lub rzadkich.
Saprotrof rozwijający się na ściółce w lasach liściastych i iglastych, czasem także na częściowo zwęglonych resztkach drzewnych.

## Gatunki podobne
Łuskwiak wypaleniskowy (Pholiota highlandensis) odróżnia się bardziej żółtym kapeluszem, ząbkowanymi ostrzami blaszek. Łuskwiak złotawy (Pholiota aurivella) ma blady trzon i dużo większe zarodniki o bardzo wyraźnych porach rostkowych. Łuskwiak żółty (Pholiota alnicola) jest jaśniejszy, ma niewiele łusek i znacznie większe zarodniki, ponadto rośnie na pniach olchy.